# Liberal (Missouri)
Liberal és una població dels Estats Units a l'estat de Missouri. Segons el cens del 2000 tenia 779 habitants.

## Demografia
Segons el cens del 2000, Liberal tenia 779 habitants, 328 habitatges, i 212 famílies. La densitat de població era de 358,1 habitants per km².
Dels 328 habitatges en un 36,6% hi vivien nens de menys de 18 anys, en un 47,3% hi vivien parelles casades, en un 14% dones solteres, i en un 35,1% no eren unitats familiars. En el 33,5% dels habitatges hi vivien persones soles el 19,5% de les quals corresponia a persones de 65 anys o més que vivien soles. El nombre mitjà de persones vivint en cada habitatge era de 2,38 i el nombre mitjà de persones que vivien en cada família era de 2,98.
Per edats la població es repartia de la següent manera: un 30,4% tenia menys de 18 anys, un 8,9% entre 18 i 24, un 25,9% entre 25 i 44, un 18,2% de 45 a 60 i un 16,6% 65 anys o més.
L'edat mediana era de 32 anys. Per cada 100 dones de 18 o més anys hi havia 81,9 homes.
La renda mediana per habitatge era de 24.375 $ i la renda mediana per família de 30.625 $. Els homes tenien una renda mediana de 22.656 $ mentre que les dones 21.406 $. La renda per capita de la població era d'11.246 $. Entorn del 14,7% de les famílies i el 19,6% de la població estaven per davall del llindar de pobresa.

## Poblacions més properes
El següent diagrama mostra les poblacions més properes.